# Wettersteinplatz (metropolitana di Monaco di Baviera)
Wettersteinplatz è una stazione della metropolitana di Monaco di Baviera, collocata nel quartiere di Untergiesing nei pressi dell'omonima piazza, che a sua volta prende il nome dal gruppo montuoso di Wetterstein.
Inaugurata il 9 novembre 1997, è servita dalla linea U1, ed ha due binari.